# Emil Stodola
Emil Stodola (22. března 1862 Liptovský Svätý Mikuláš – 28. června 1945 Bratislava) byl slovenský advokát, publicista a politik. Patřil mezi signatáře Martinské deklarace. Spoluvytvářel slovenskou právní terminologii.

## Život a působení
Narodil se v Liptovském Mikuláši do evangelické rodiny národně uvědomělého a zámožného měšťana Ondreje Stodoly a Anny, roz. Kováčové. Měl dva bratry, Aurela, pozdějšího fyzika a vynálezce, a Kornela, později agrárnického politika. Týden po narození dostal při křtu jména Emil Miloslav. Studoval práva ve Vídni, Berlíně, Praze a Budapešti. Roku 1889 získal doktorát práv. Od roku 1891 působil jako advokát v Liptovském Mikuláši, při advokátní praxi se angažoval i ve slovenském národním hnutí. Byl členem Slovenské národní strany (SNS), od roku 1895 byl členem jejího vedení a měl zásluhu na tom, že strana zanechala politiku pasivity. V roce 1905 neúspěšně kandidoval do uherského sněmu.
V roce 1911 odešel do Budapešti, kde pracoval jako advokát do roku 1918. Věnoval se zde spolkové činnosti a stýkal se i s maďarskými demokraty okolo Oszkára Jásziho, kteří hledali efektivnější řešení národnostní otázky. Usiloval o sjednocení slovenského národního hnutí, byl zastáncem užší spolupráce Slováků a Rumunů v rámci Uherska a během první světové války udržoval spojení s českými politiky ve Vídni. Roku 1917 začal vydávat odborný časopis Právny obzor, jehož hlavním cílem bylo vytvoření slovenského právnického názvosloví. V tom spolupracoval především s Adolfem Zátureckým. Od začátku roku 1918 se snažil o obnovení činnosti SNS. Naléhal na vytvoření Slovenské národní rady (SNR). Připravoval shromáždění v Martině 30. října 1918, kam přinesl svůj vlastní, nakonec nepřijatý návrh Deklarace, v němž zdůraznil obcházení občanských svobod a nerovnoprávné postavení slovenského národa v Uhersku. Na poradě SNR požadoval vybudování samosprávy Slovenska nejpozději do deseti let.
Na podzim 1918 se usadil v Bratislavě. Odmítl vládní funkce, zůstal ale činný v SNS. Byl odpůrcem sjednocení s Národní republikánskou stranou rolnickou. Když se strana v březnu 1921 opět osamostatnila, stal se jejím předsedou. V roce 1922, když se do popředí dostalo výrazně nacionalistické křídlo, rezignoval a odešel z aktivního politického života. Věnoval se advokacii a odborné práci, ačkoli k habilitaci v oboru civilního procesního práva na právnické fakultě Univerzity Komenského nakonec nedošlo. Českým kolegům zpřístupňoval původní uherské právo, které na území Slovenska vzhledem k recepční normě stále platilo. I nadále pracoval na projektu samosprávy Slovenska a demokratizace veřejné správy, doporučoval umírněnou cestu postupného rozšiřování samosprávy přestavbou existujících institucí a zákonů. Silnou inspirací mu bylo Švýcarsko. V tom zůstal nepochopen z obou stran, jak zastánců čechoslovakismu, tak radikálnějších slovenských vlastenců. Autonomní a později samostatné Slovensko pro jeho nedemokratičnost odmítal.